# Teresa Janina Kierocińska

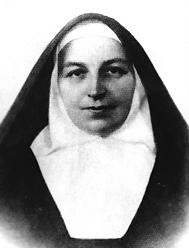
Mutter Teresa vom heiligen Joseph (Janina) Kierocińska

Teresa vom heiligen Joseph (geboren als Janina Kierocińska) (* 14. Juni 1885 in Wieluń; † 12. Juli 1946 in Sosnowiec, Polen) war eine römisch-katholische Ordensschwester im Karmel. Sie war Mitgründerin der Kongregation der Karmelitenschwestern vom Kinde Jesus und pflegte eine besondere Verehrung des heiligsten Antlitzes Jesu. Sie wurde im Mai 2013 von Papst Franziskus zur Ehrwürdigen Dienerin Gottes ernannt.

## Leben
Janina Kierocińska wurde am 14. Juni 1885 in Wieluń in eine polnische patriotische Familie geboren, die dem örtlichen Landadel entstammte. Sie war das siebte und jüngste Kind ihrer Eltern. Eine Woche nach ihrer Geburt empfing sie das Taufsakrament. Bis zum Alter von drei Jahren schwieg Janina beharrlich, bis sie nach einer Wallfahrt zum Jasna Góra ihre ersten Worte sprach. Ihre Mutter berichtete, dass ihr erstes Wort „Jesus“ gewesen sei.
Sie besuchte die Schule in ihrem Heimatort. Bereits am Tag ihrer Erstkommunion, dem 9. Juni 1895, verspürte Janina das Bedürfnis, ihr ganzes Leben Gott zu weihen und ins Kloster zu gehen. In ihrem Elternhaus führte sie ein Leben des Gebetes, der tiefen Hingabe und Entsagung sowie der Liebe zu ihren Nächsten. Während ihrer Jugend lernte sie die Werke der heiligen Teresa von Ávila, die einen großen Einfluss auf ihr spirituelles Leben hatten. Nach ihrem Abitur im Jahr 1901 wollte sie ihrer Berufung zum Ordensleben folgen, aber ihre Familie, besonders ihr Vater, war dagegen. Nach der Schule besuchte sie zwei Jahre lang Nähkurse und ihr Vater versuchte sie gut zu verheiraten. Janina empfing alle Bewerber, die ihr Vater für sie ausgesucht hatte, aber letztendlich kam es nie zu einer Hochzeit. Im Jahr 1903 geht Janina nach Warschau und arbeitet in einem Krankenhaus der Vinzentinerinnen. Nach sechs Wochen schickte ihr Vater aber ihren Bruder, um sie wieder nach Hause zu holen. Sie unternahm einen weiteren Versuch in ein Kloster einzutreten und bat im Jahr 1907 bei den Bernhardinerinnen von Esquermes in ihrem Heimatort um Aufnahme. Aber die Schwestern nahmen sie wegen der fehlenden Zustimmung ihrer Eltern und aus Furcht vor ihrem Vater nicht auf. Sie kehrte nach Hause zurück und half ihrer Mutter im Haushalt und widmete sich der Erziehung der Kinder ihres Bruders Franz Alexander, dessen Frau verstorben war.
Im Jahr 1909 lernte sie auf einer Wallfahrt nach Czerna den Karmelitenpater Anzelm Gadek kennen, der auch ihr geistlicher Begleiter wurde. 1914 trat Janina in den Dritten Orden des Karmels ein und nahm den Ordensnamen Teresa an. Nachdem ihr Vater am 17. Mai 1921 gestorben war, erhielt sie wenige Zeit später von ihrer Mutter die Erlaubnis, in ein Kloster einzutreten. Zusammen mit Pater Gadek gründete Janina am 31. Dezember 1921 in Krakau eine aktive und gleichzeitig contemplative Kongregation des Karmel, die Karmelitenschwestern vom Kinde Jesus, die sich besonders der Erziehung der Kinder annehmen sollte. Als Mutter Teresa wurde Janina die erste Oberin der neuen Kongregation. 1922 gründeten die Schwestern bereits eine Niederlassung in Sosnowiec. 1934 konnte sie die feierlichen Gelübde ablegen und nahm nun den Namen Maria Teresa von heiligen Joseph an.
Ihr ganzes Leben stellte sie in den Dienst an Gott und ihren Nächsten, insbesondere der Armen und der Arbeiterfamilien in der oberschlesischen Kohleregion. Von den Gläubigen wurde sie liebevoll die „Mutter des Kohlebeckens“ genannt. 25 Jahre lang, bis zu ihrem Tod, führte sie ihre Schwestern als Oberin und unterwies sie, in der Spiritualität der göttlichen Kindheit apostolische und caritative Werke für die Armen auszuführen. Sie pflegte eine besondere Verehrung des heiligsten Antlitzes Jesu, Unserer lieben Frau vom Berge Karmel und des heiligen Joseph.
Während des Zweiten Weltkrieges zeigte sie heldenhaften Mut, als sie viele junge Mädchen vor der Deportation zum Arbeitsdienst nach Deutschland bewahrte, indem sie sie in ihrem Kloster versteckte. Sie half Flüchtlingen und Soldaten, richtete ein Waisenhaus ein, half den Armen und unterrichtete sie heimlich. Sie kümmerte sich im Geheimen auch um Gefangene des Konzentrationslagers Auschwitz. Im Jahr 1992 wurde sie für ihren Einsatz um den Schutz jüdischer Flüchtlinge von der Holocaust-Gedenkstätte Yad Vashem mit dem Titel „Gerechte unter den Völkern“ geehrt.
Nach dem Zweiten Weltkrieg engagierte sich Mutter Teresa vom heiligen Joseph in vielen neuen Aufgaben der Kirche in Polen. Die Schwestern der Kongregation erteilten Katechismusunterricht in den Schulen, führten Kindergärten und widmeten sich caritativen Tätigkeiten.
Ihre tiefe Verbindung zu Gott zeigte sich in ihrer großmütigen und zu jedem Dienst bereiten Nächstenliebe. Ihr ganzes Leben lang pflegte sie den spirituellen Geist des Gebets und der karmelitischen Selbstentsagung.
Am 12. Juli 1946 starb sie in Sosnowiec im Rufe der Heiligkeit an einer eitrigen Entzündung des Bauchfells.
Die Beerdigungsfeier fand am 15. Juli 1946 in der Kathedrale von Sosnowiec statt und sie wurde auf dem Friedhof der Stadt beigesetzt. Am 31. März 1982 wurde ihr Leichnam exhumiert und in der Klosterkirche ihrer Kongregation in Sosnowiec beigesetzt.

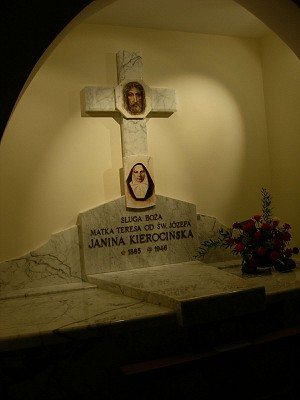
Grab in der Klosterkirche von Sosnowiec

## Nachwirkung
Der Seligsprechungsprozess wurde nach einer diözesanen Voruntersuchung von 1983 bis 1988 bei der Kongregation für die Selig- und Heiligsprechungsprozesse geführt.
Während des Papstbesuchs in Sosnowiec im Juni 1999 erinnerte Papst Johannes Paul II. an Mutter Teresa vom heiligen Joseph.
Am 2. Mai 2013 unterzeichnete Papst Franziskus das Dekret, mit dem ihr der Titel Ehrwürdige Dienerin Gottes verliehen wurde.